# Scorpiops langxian
Espèce
Scorpiops langxian est une espèce de scorpions de la famille des Scorpiopidae.

## Distribution
Cette espèce est endémique du Tibet en Chine. Elle se rencontre dans le xian de Nang et le district de Bayi.

## Description
Le mâle holotype mesure 57,52 mm et la femelle paratype 57,76 mm.

## Étymologie
Son nom d'espèce lui a été donné en référence au lieu de sa découverte, le xian de Nang.

## Publication originale
- Qi, Zhu & Lourenço, 2005 : « Eight New Species of the Genera Scorpiops Peters, Euscorpiops Vachon, and Chaerilus Simon (Scorpiones: Euscorpiidae, Chaerilidae) from Tibet and Yunnan, China. » Euscorpius, no 32, p. 1–40 (texte intégral).